# Artjom Timofejew (Radsportler)
Artjom Timofejew (russisch Артём Тимофеев; * 9. September 1986) ist ein ehemaliger  russischer Radrennfahrer.
Artjom Timofejew begann seine Karriere im August 2006 bei dem indonesischen Continental Team Polygon Sweet Nice, für das er bis zum Ablauf der Saison 2010 fuhr. In der Saison 2007 wurde er bei der Jelajah Malaysia zweimal Etappenfünfter. Bei der Tour of Siam belegte er auf einem Teilstück den vierten Platz und ein weiteres Mal wurde er Dritter. 2008 konnte Timofejew die erste Etappe der Tour d’Indonesia für sich entscheiden.

## Erfolge
2008
- eine Etappe Tour d’Indonesia

## Teams
- 2006 Polygon Sweet Nice (ab 01.08.)
- 2007 Polygon Sweet Nice
- 2008 Polygon Sweet Nice
- 2009 Polygon Sweet Nice
- 2010 Polygon Sweet Nice